# Trolval Island
Trolval Island ist eine 300 m lange und schmale Insel westlich der Antarktischen Halbinsel. In der Gruppe der Léonie-Inseln liegt sie zwischen der Nordspitze von Anchorage Island und Lagoon Island.
Das UK Antarctic Place-Names Committee benannte sie 2004. Namensgeber ist der „Teufelswal“ aus dem Buch The Whale des britischen Zoologen Leonard Harrison Matthews (1901–1986) aus dem Jahr 1968.